# Esomus metallicus
Esomus metallicus — вид коропоподібних риб родини Данієві (Danionidae).

## Поширення
Вид поширений у Південно-східній Азії у басейні річок Меконг і Чаопхрая. Він також був завезений на острови Сінгапур і Борнео, і на Філіппіни.

## Опис
Риба завдовжки до 7,5 см.

## Спосіб життя
Мешкає серед рівнинних річок, струмків, в болотах і озерах, як правило, у дрібній, повільно водоймах або в тихому болоті, адаптувався до життя у міських районах, у каналізаційних і техногенних водах. Уникає великих річок. Харчується зоопланктоном, наземними комахами і водними личинками комах.